# Jemerson
Jemerson de Jesus Nascimento, noto semplicemente come Jemerson (Jeremoabo, 24 agosto 1992), è un calciatore brasiliano, difensore del Grêmio.

## Caratteristiche tecniche
Difensore centrale forte fisicamente ed abile nel gioco aereo. Viene paragonato al connazionale Thiago Silva.

## Carriera

### Club

#### Atlético Mineiro e Monaco
Cresciuto calcisticamente nelle giovanili dell'Atletico Mineiro, fa il suo esordio in prima squadra nel luglio del 2013.
Il 31 gennaio 2016 viene acquistato a titolo definitivo dalla squadra francese del Monaco per 11 milioni di euro, con cui firma un contratto fino al giugno 2020.

### Nazionale
Nel novembre 2015 ha ricevuto la sua prima convocazione nella nazionale brasiliana dal CT Dunga nella partita valida per le qualificazioni al Mondiale 2018 vinta per 3-0 contro il Perù, tuttavia senza mai scendere in campo. Il 13 giugno del 2017 a quasi due anni di distanza dall'ultima chiamata, fa il suo esordio nella Seleção nell'amichevole vinta in trasferta per 4-0 contro l'Australia, entrando al 78º, al posto di Thiago Silva.

## Statistiche

### Presenze e reti nei club
Statistiche aggiornate al 28 gennaio 2020.
| Stagione                | Squadra                 | Campionato              | Campionato | Campionato | Coppe nazionali | Coppe nazionali | Coppe nazionali | Coppe continentali | Coppe continentali | Coppe continentali | Altre coppe | Altre coppe | Altre coppe | Totale | Totale |
| Stagione                | Squadra                 | Comp                    | Pres       | Reti       | Comp            | Pres            | Reti            | Comp               | Pres               | Reti               | Comp        | Pres        | Reti        | Pres   | Reti   |
| ----------------------- | ----------------------- | ----------------------- | ---------- | ---------- | --------------- | --------------- | --------------- | ------------------ | ------------------ | ------------------ | ----------- | ----------- | ----------- | ------ | ------ |
| 2013                    | Atlético Mineiro        | M1/MG+A                 | 5+0        | 0          | CB              | 0               | 0               | CL                 | 0                  | 0                  | Cmc         | 0           | 0           | 5      | 0      |
| 2014                    | Atlético Mineiro        | M1/MG+A                 | 5+22       | 1+0        | CB              | 8               | 1               | CL                 | 1                  | 0                  | RS          | 1           | 0           | 37     | 2      |
| 2015                    | Atlético Mineiro        | M1/MG+A                 | 14+35      | 2+4        | CB              | 2               | 0               | CL                 | 8                  | 0                  | -           | -           | -           | 59     | 6      |
| Totale Atlético Mineiro | Totale Atlético Mineiro | Totale Atlético Mineiro | 62+19      | 4+3        |                 | 10              | 1               |                    | 9                  | 0                  |             | 1           | 0           | 101    | 8      |
| 2015-2016               | Monaco                  | L1                      | 4          | 0          | CF+CdL          | 1+0             | 0               | UEL                | 0                  | 0                  | -           | -           | -           | 5      | 0      |
| 2016-2017               | Monaco                  | L1                      | 34         | 2          | CF+CdL          | 2+3             | 0               | UCL                | 15                 | 0                  | -           | -           | -           | 54     | 2      |
| 2017-2018               | Monaco                  | L1                      | 33         | 2          | CF+CdL          | 1+3             | 0               | UCL                | 6                  | 0                  | SF          | 1           | 0           | 44     | 2      |
| 2018-2019               | Monaco                  | L1                      | 25         | 0          | CF+CdL          | 2+2             | 0               | UCL                | 5                  | 0                  | SF          | 1           | 0           | 35     | 0      |
| 2019-2020               | Monaco                  | L1                      | 13         | 0          | CF+CdL          | 1+1             | 0               | -                  | -                  | -                  | -           | -           | -           | 15     | 0      |
| Totale Monaco           | Totale Monaco           | Totale Monaco           | 109        | 4          |                 | 16              | 0               |                    | 26                 | 0                  |             | 2           | 0           | 153    | 4      |
| Totale carriera         | Totale carriera         | Totale carriera         | 190        | 11         |                 | 26              | 1               |                    | 35                 | 0                  |             | 3           | 0           | 254    | 12     |

### Cronologia presenze e reti in nazionale
| Cronologia completa delle presenze e delle reti in nazionale ― Brasile | Cronologia completa delle presenze e delle reti in nazionale ― Brasile | Cronologia completa delle presenze e delle reti in nazionale ― Brasile | Cronologia completa delle presenze e delle reti in nazionale ― Brasile | Cronologia completa delle presenze e delle reti in nazionale ― Brasile | Cronologia completa delle presenze e delle reti in nazionale ― Brasile | Cronologia completa delle presenze e delle reti in nazionale ― Brasile | Cronologia completa delle presenze e delle reti in nazionale ― Brasile |
| Data                                                                   | Città                                                                  | In casa                                                                | Risultato                                                              | Ospiti                                                                 | Competizione                                                           | Reti                                                                   | Note                                                                   |
| ---------------------------------------------------------------------- | ---------------------------------------------------------------------- | ---------------------------------------------------------------------- | ---------------------------------------------------------------------- | ---------------------------------------------------------------------- | ---------------------------------------------------------------------- | ---------------------------------------------------------------------- | ---------------------------------------------------------------------- |
| 13-6-2017                                                              | Melbourne                                                              | Australia                                                              | 0 – 4                                                                  | Brasile                                                                | Amichevole                                                             | -                                                                      | 78’                                                                    |
| 10-11-2017                                                             | Lilla                                                                  | Giappone                                                               | 1 – 3                                                                  | Brasile                                                                | Amichevole                                                             | -                                                                      |                                                                        |
| Totale                                                                 |                                                                        | Presenze                                                               | 2                                                                      |                                                                        | Reti                                                                   | 0                                                                      |                                                                        |

## Palmarès

### Club

#### Competizioni statali
- Campionato Mineiro: 3

Atlético Mineiro: 2013, 2016, 2024

#### Competizioni nazionali
- Coppa del Brasile: 1

Atlético Mineiro: 2014
- Campionato francese: 1

Monaco: 2016-2017

#### Competizioni internazionali
- Coppa Libertadores: 1

Atlético Mineiro: 2013
- Recopa Sudamericana: 1

Atlético Mineiro: 2014